# 레드 히트
《레드 히트》(Red Heat)는 미국에서 제작된 월터 힐 감독의 1988년 액션, 범죄, 스릴러, 코미디 영화이다. 아놀드 슈왈제네거 등이 주연으로 출연하였고 월터 힐 등이 제작에 참여하였다.

## 출연

### 주연
- 아놀드 슈왈제네거
- 제임스 벨루시

### 조연
- 피터 보일
- 에드 오로스
- 로렌스 피시번
- 지나 거손

## 한국어 더빙 성우진

### KBS (1991년 7월 13일)
- 이정구 - 이반 당코 경감 (아놀드 슈왈제네거)
- 유해무 - 아트 리직 (제임스 벨루시)
- 이종구 - 빅토르 로스터빌 (에드 오로스)
- 황원 - 루 도넬리 (피터 보일)
- 문옥현
- 탁원제 - 맥스 갤러거 경사 (리차드 브라이트)
- 문영래 - 찰리 스톱스 경위 (로런스 피시번)
- 김성희 - 캣 만제티 (지나 거손)
- 장정진 - 유리 오가르코프 (올레크 비도프)
- 윤기황 - 압둘 일라이저 (브렌트 제닝스)
- 장승길 - 모텔 주인 (프루이트 테일러 빈스) / 그레고르 모로스키 (사벨리 크라마로프)
- 강구한 - 요시프 바로다 (텐지즈 보리스오프)
- 김영민 - 살림 (J. W. 스미스)
- 임성표 - 끄나풀 (브라이온 제임스) / 스테파노비치 (진 시어)
- 김태웅 - 바그란 로스터빌 (가보르 콘츠)
- 정미숙 - 매춘부 (그레첸 팔머)

### SBS (1997년 2월 7일)
- 이정구 - 당코 (아놀드 슈왈제네거)
- 유해무 - 리직 (제임스 벨루시)
- 김계원
- 김태연
- 한상덕
- 전국근
- 이성
- 김순선
- 이상춘
- 이종오
- 최성우
- 장정진
- 김영민
- 성창수
- 김소형

## 기타
- 협력프로듀서: 매 우즈
- 미술: 존 벌론
- 배역: 재키 버취